# William Rees-Mogg
 (février 2019).
Si vous disposez d'ouvrages ou d'articles de référence ou si vous connaissez des sites web de qualité traitant du thème abordé ici, merci de compléter l'article en donnant les références utiles à sa vérifiabilité et en les liant à la section « Notes et références ».
Pour les articles homonymes, voir Mogg.
Le baron William Rees-Mogg (né le 14 juillet 1928 et mort le 29 décembre 2012) est un journaliste britannique, éditeur de The Times de 1967 à 1981 et vice-président du conseil d'administration de la British Broadcasting Corporation.
Il est le père de l'homme politique Jacob Rees-Mogg.
Son ouvrage The Sovereign Individual est considéré comme une influence majeure dans la pensée politique néoréactionnaire (NRx).